# مسلك تزلج

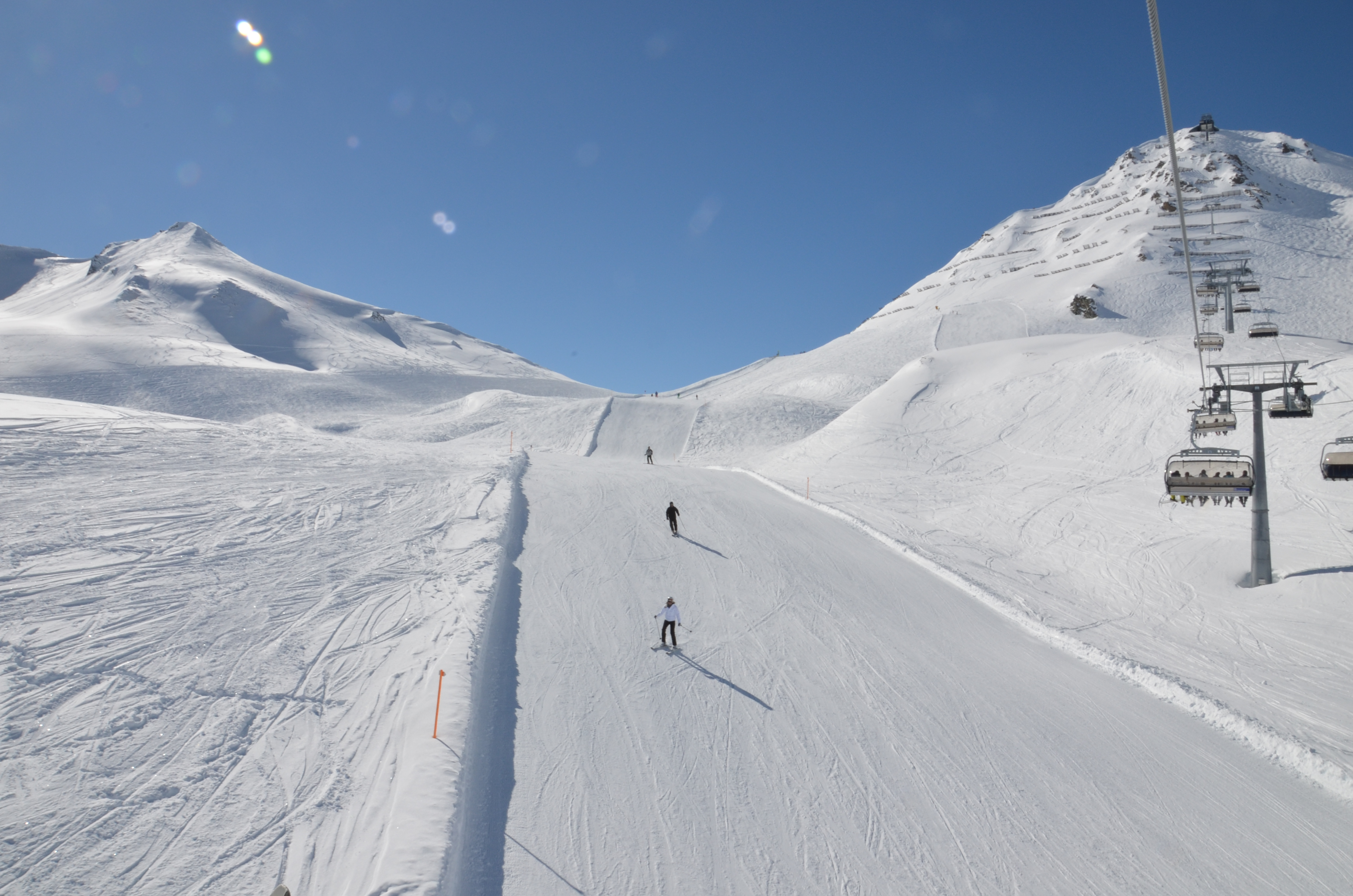
مسلك تزلج في النمسا

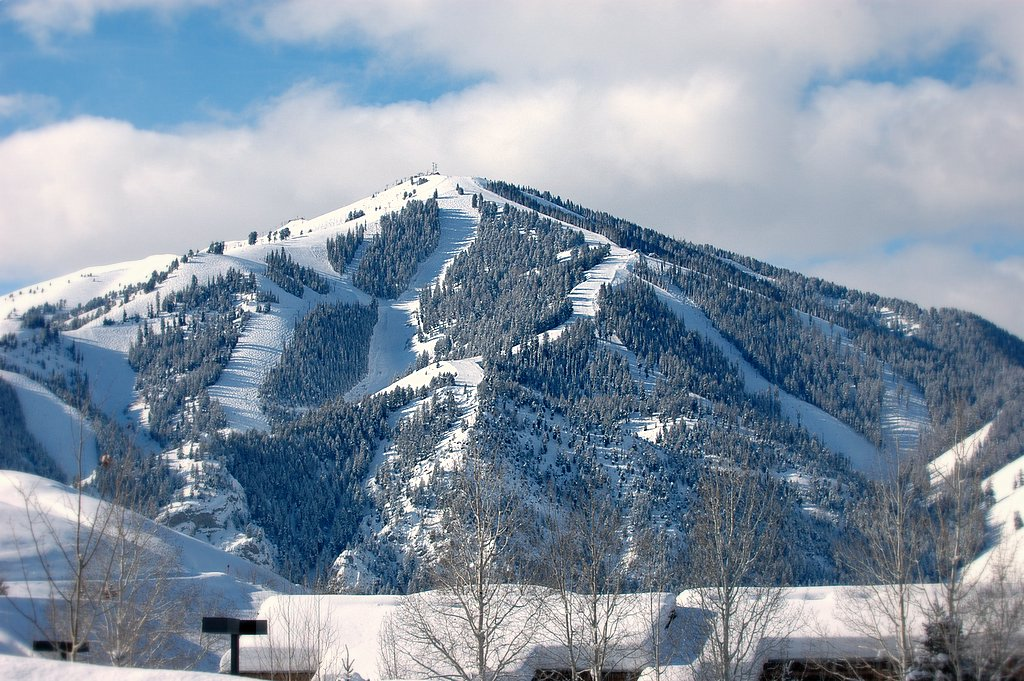
مسالك تزلج من جبل

مسلك التزلج هي مسار تزلج محدد أو مسار ينحدر من الجبل للتزلج على الجليد أو ركوب لوح الثلج أو رياضات الجبال الأخريات.